# Innherred

Mapa de Nord-Trøndelag amb Innherred en vermell.

Innherred o Innherad és un districte tradicional del comtat de Trøndelag a la part central de Noruega. Consisteix en les àrees al voltant de la part interior del fiord de Trondheims, a la part centre-est del comtat. El districte inclou els municipis de Levanger, Frosta, Verdal, Inderøy i Steinkjer. De vegades, els municipis de Snåsa i Namdalseid també s'inclouen al districte d'Inherred. L'àrea abasta uns 7,913 quilometres quadrats (3,055 sq mi) i uns 68.062 habitants (2004). Hi ha diverses ciutats més grans a Innherred, com Steinkjer, Levanger i Verdalsøra.

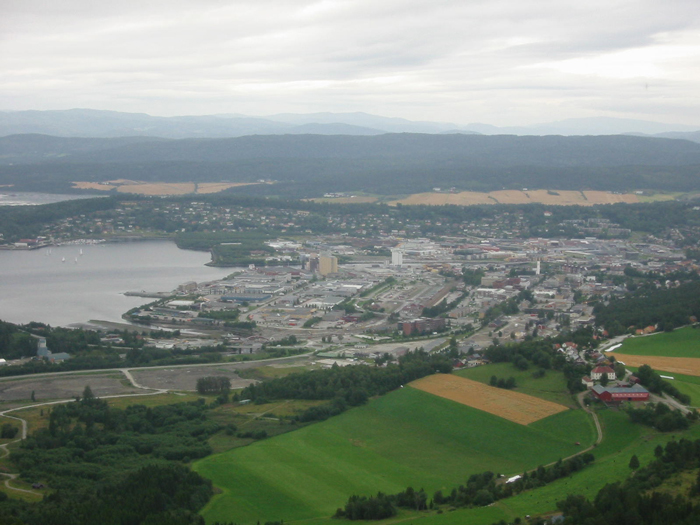
La ciutat de Steinkjer.

El districte és només un districte geogràfic tradicional, no té funcions administratives ni governamentals. Innherred limita amb el districte de Namdalen, a l'est amb Suècia, al sud amb el districte de Stjørdalen i a l'oest amb el districte de Fosen.